# Lamjabat
Lamjabat is een bestuurslaag in het regentschap Banda Aceh van de provincie Atjeh, Indonesië. Lamjabat telt 635 inwoners (volkstelling 2010).